# طبق (طعام)

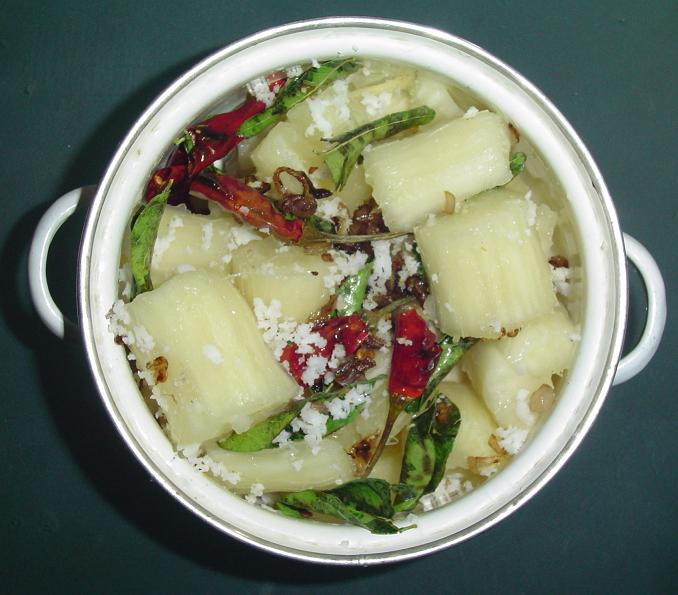
تابيوكا مخبوزة في قدر

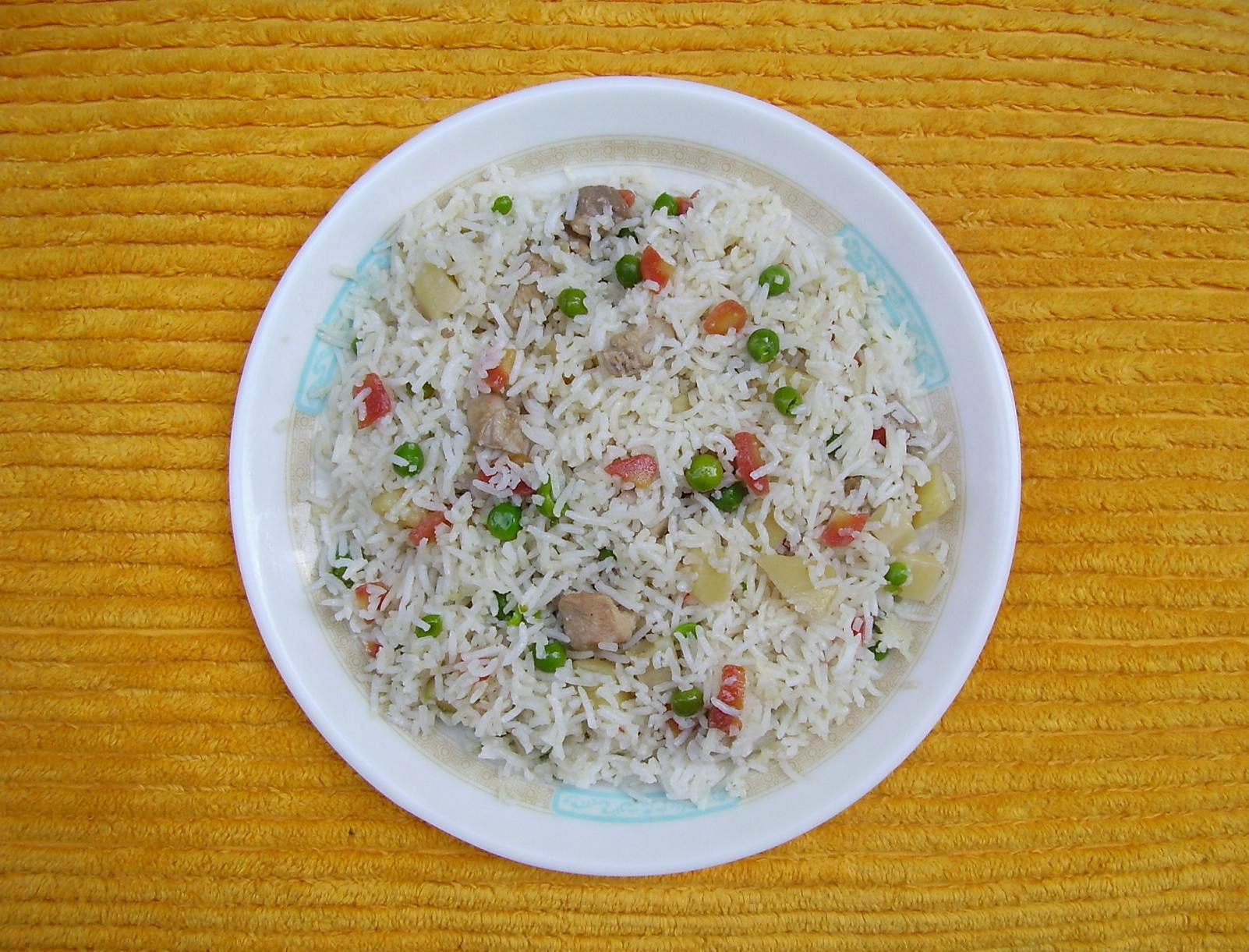
طبق من الأرز الصيني

في فن الأكل، الطبق هو طعام محضر بطريقة معينة، بحيث يكون طبخه مكتمل وجاهز للأكل أو التقديم.
يتم تقديم الطبق في آنية أو يمكن أكله باليد، ويشار إلى أن الخبز بأنواعه لا يعدّ طبقاً.
تعرف التعليمات الخاصة بإعداد طبق ما بالوصفة. بعض الأطباق كمثلجات الفانيليا لا يكون لها وصفات خاصة ولا تجدها في كتب الطبخ، لأنها تصنع ببساطة من خلط مكونين اثنين بسهولة.
العديد من الأطباق لها أسماء محددة (مثلاً مجدرة، بينما توصف أطباق أخرى بصفتها، مثلاً «لحوم مشوية». وتسمى بعض الأطباق تبعاً لمنطقة معينة أو لارتباطها بمنطقة معينة «كفاصوليا بوسطن المخبوزة».
كما تعرف بعض الأطباق نسبة لأشخاص معينين، ربما لأن شخص ما أعد طبق ما لأول مرة، أو اخترع الطبق في مطبخه؛ ليس من السهل التفريق بين هذه الحالات نظراً لكثرة القصص المتوارثة عن أطباق وأطعمة معينة.